# Spike Dawbarn
Simon James "Spike" Dawbarn (sinh ngày 5 tháng 8 năm 1974) là một ca sĩ và vũ công người Anh. Anh là thành viên của nhóm nhạc nam 911, ban đầu hoạt động từ năm 1995 tới 2000, và đã có 10 bản hit liên tiếp lọt vào top 10 trước khi tách ra vào năm 2000. Năm 2012, 911 quay trở lại cho bộ phim tài liệu The Big Reunion, trên kênh ITV2, cùng với những nhóm nhạc khác như Five, B*Witched và Atomic Kitten.

## Tiểu sử

### Thời thơ ấu
Dawbarn được sinh ra tại Warrington, Cheshire, có cha mẹ tên là Mo và Mike Dawbarn. Anh cũng có 2 anh em trong gia đình. Mặc dù sau đó anh theo học một trường cao đẳng khiêu vũ, việc học trung học của anh kết thúc ở tuổi 16 khi anh không thể nộp học phí để theo học một trường sân khấu ở Luân Đôn. Dawbarn đã từng có một thời gian ngắn làm thợ nề trên một công xưởng, vị trí mà anh sau đó đã bị sa thải. Anh có biệt danh là 'Spike' vì kiểu tóc của mình.

### The Hit Man and Hervà 911
Dawbarn trở thành một vũ công trên chương trình nhảy The Hit Man and Her của kênh ITV. Trong vai trò này, anh đã làm việc cùng với các 'nhân tài' như Jimmy Constable và Jason Orange. Năm 1995, Dawbarn và Constable thành lập một mối quan hệ đối tác và hợp tác với thủ lĩnh Lee Brennan để thành lập nhóm nhạc 911. Bản hit đầu tiên của họ đứng ở vị trí thứ 38 trên bảng xếp hạng UK Singles Chart, với các bản phát hành tiếp theo có vị trí càng ngày càng cao hơn. Dawbarn biên đạo múa một số điệu nhảy của ban nhạc này.

### PopSkool và thời gian sau đó
Kể từ khi 911 bị tách ra vào tháng 2 năm 2000, Dawbarn đã thành công khi tham gia cùng các thành viên khác trong ban nhạc trong các chuyến lưu diễn đoàn tụ. Anh cũng là giám đốc của chương trình dành cho thanh thiếu niên của học viện nhạc pop, PopSkool. PopSkool bắt đầu thành lập ở quê nhà Warrington và đã lan rộng ra khắp Vương quốc Anh. Học viện này dạy các bài học về nhảy hiện đại vào buổi chiều, và luyện thanh cho trẻ em từ 8 đến 16 tuổi. Dawbarn đã được cung cấp chuyên môn về vũ đạo và huấn luyện giọng nói do Brennan cung cấp.
Dawbarn đã có một số cuộc hội ngộ 911 cho các chuyến lưu diễn và xuất hiện trên truyền hình, bao gồm cả trong năm 2008, 2012 và 2019.
Ngày 15 tháng 10 năm 2009, Dawbarn xuất hiện trong vòng diễu hành nhận diện của chương trình Never Mind the Buzzcocks, nhưng đội của Phill Jupitus đã không chọn anh.

## Đời tư
Dawbarn có ba người con trai, Phoenix, Teddy và Neo. Cháu gái, Lexy Dawbarn đã biểu diễn trên sân khấu cùng với Justin Bieber trên chương trình Little Big Shots trên kênh ITV1.
Ngoài ra, anh còn là fan của câu lạc bộ Manchester United.

## Danh sách phim tham gia
| Năm  | Tựa đề                        | Vai diễn            | Ghi chú                           |
| ---- | ----------------------------- | ------------------- | --------------------------------- |
| 1998 | Noel's House Party            | Chính bản thân mình | Episode #7.18                     |
| 2005 | Hit Me, Baby, One More Time   | Chính bản thân mình | Chương trình TV đặc biệt          |
| 2009 | Never Mind the Buzzcocks      | Chính bản thân mình | Tập #23.3 - Mystery guest (1 tập) |
| 2011 | Celebrity Juice               | Chính bản thân mình | Vị khách đặc biệt (1 tập)         |
| 2013 | The Big Reunion               | Chính bản thân mình | 9 tập                             |
| 2013 | Big Brother's Bit on the Side | Chính bản thân mình | 1 tập (4 tháng 8)                 |
| 2013 | The Big Reunion: On Tour      | Chính bản thân mình | 3 tập                             |